# Pinkin de Corozal
Pinkin de Corozal är en volleybollklubb från Corozal, Puerto Rico. Klubben grundades 1968 och spelade från starten i Liga de Voleibol Superior Femenino, som startat samma år. De var mycket framgångsrika i ligans tidiga historia då de vann de 8 första mästerskapen och 15 av de 17 första mästerskapen.
Därefter en period en mer anonym period innan klubben åter vann mästerskapet 2008 och 2010. De fortsatte spela på elitnivå tills 2013 då klubben blev vilande och 2016 då den lades ner. Den återupplivades 2019 och de spelade igen i Liga de Voleibol Superior Femenino 2020.